# Liste der Mitglieder der National Academy of Sciences/1978
Im Jahr 1978 wählte die National Academy of Sciences der Vereinigten Staaten 75 Personen zu ihren Mitgliedern.

## Neugewählte Mitglieder
- Julius Adler (1930–2024)
- Michael Atiyah (1929–2019)
- Paul B. Barton, Jr. (1930–2021)
- Ricardo Bressani (1926–2015)
- Gerald E. Brown (1926–2013)
- E. Margaret Burbidge (1919–2020)
- Hampton L. Carson (1914–2004)
- Luigi Luca Cavalli-Sforza (1922–2018)
- Alonzo Church (1903–1995)
- Morrel H. Cohen (* 1927)
- John Cornforth (1917–2013)
- Sidney Darlington (1906–1997)
- David R. Davies (1927–2016)
- Hans G. Dehmelt (1922–2017)
- Ralph I. Dorfman (1911–1985)
- Emanuel Epstein (1916–2022)
- Robert M. Fano (1917–2016)
- Kent V. Flannery (* 1934)
- Jordi Folch-Pi (1911–1979)
- Morris E. Friedkin (1918–2002)
- James H. Gear (1905–1994)
- Johannes Geiss (1926–2020)
- David M. Green (1932–2022)
- Howard Green (1925–2015)
- Paul Greengard (1925–2019)
- Mary Haas (1910–1996)
- Susumu Hagiwara (1922–1989)
- Robert Noel Hall (1919–2016)
- John E. Halver (1922–2012)
- Charles Heidelberger (1920–1983)
- Robert A. Hinde (1923–2016)
- Hugh E. Huxley (1924–2013)
- John Imbrie (1925–2016)
- Dale W. Jorgenson (1933–2022)
- Leo P. Kadanoff (1937–2015)
- Isabella L. Karle (1921–2017)
- Harold H. Kelley (1921–2003)
- Bertram Kostant (1928–2017)
- Lester O. Krampitz (1909–1993)
- Helge Larsen (1905–1984)
- Erich L. Lehmann (1917–2009)
- Lionel W. McKenzie (1919–2010)
- Elizabeth C. Miller (1920–1987)
- James A. Miller (1915–2000)
- Oscar L. Miller, Jr. (1925–2012)
- Rudolf L. Mößbauer (1929–2011)
- Ernest Nagel (1901–1985)
- Joseph Needham (1900–1995)
- Masayasu Nomura (1927–2011)
- Giuseppe Occhialini (1907–1993)
- Lloyd J. Old (1933–2011)
- Mary Jane Osborn (1927–2019)
- John C. Polanyi (* 1929)
- Daniel G. Quillen (1940–2011)
- Richard J. Reed (1922–2008)
- Peter M. Rentzepis (* 1934)
- F. Sherwood Rowland (1927–2012)
- Harry Rubin (1926–2020)
- Andrew V. Schally (1926–2024)
- Maarten Schmidt (1929–2022)
- David A. Shirley (1934–2021)
- Walther Stoeckenius (1921–2013)
- Paul K. Stumpf (1919–2007)
- Patrick Suppes (1922–2014)
- Ivan E. Sutherland (* 1938)
- Lynn R. Sykes (* 1937)
- Owsei Temkin (1902–2002)
- Ping King Tien (1919–2017)
- Rudolf Trümpy (1921–2009)
- Paul E. Waggoner (1923–2022)
- George M. Whitesides (* 1939)
- Shmuel Winograd (1936–2019)
- Lincoln Wolfenstein (1923–2015)
- Carl Wunsch (* 1941)
- Peter H. von Hippel (* 1931)